# پلزنت هیل، شهرستان گارلند، آرکانزاس
پلزنت هیل (به انگلیسی: Pleasant Hill) یک منطقهٔ مسکونی در ایالات متحده آمریکا است که در شهرستان گارلند، آرکانزاس واقع شده‌است. پلزنت هیل ۱۶۰٫۹۴ متر بالاتر از سطح دریا واقع شده‌است.